# Elizabeth Little
Pour les articles homonymes, voir Little.
Elizabeth Little (née le 3 octobre 1960) est une joueuse de tennis australienne, brièvement professionnelle à la fin des années 1970 et début 1980.
Elle a remporté un titre en double pendant sa carrière.

## Palmarès

### Titre en simple dames
Aucun

### Finale en simple dames
| No | Date       | Nom et lieu du tournoi              | Catégorie | Dotation | Surface      | Vainqueure  | Score    |          |
| -- | ---------- | ----------------------------------- | --------- | -------- | ------------ | ----------- | -------- | -------- |
| 1  | 01-06-1981 | Kentish Times Tournament, Beckenham |           | 14 500 $ | Gazon (ext.) | Pam Shriver | 6-2, 6-2 | Parcours |

### Titre en double dames
Aucun

### Finales en double dames
| No | Date       | Nom et lieu du tournoi                  | Catégorie | Dotation | Surface      | Vainqueures                    | Partenaire     | Score    |          |
| -- | ---------- | --------------------------------------- | --------- | -------- | ------------ | ------------------------------ | -------------- | -------- | -------- |
| 1  | 30-11-1976 | South Australian Championships Adélaïde |           | NC       | Gazon (ext.) | Nerida Gregory Rosalyn McCann  | Kerryn Pratt   | 6-3, 6-2 | Parcours |
| 2  | 04-06-1979 | Kentish Times Tournament Beckenham      |           | 8 600 $  | Gazon (ext.) | Jo Durie Debbie Jevans         | Kerryn Pratt   | 6-1, 6-4 | Parcours |
| 3  | 23-02-1981 | Avon Futures of Greenville Greenville   | Futures   | 30 000 $ | Dur (int.)   | Diane Desfor Jane Stratton     | Yvonne Vermaak | 6-3, 6-2 | Parcours |
| 4  | 01-06-1981 | Kentish Times Tournament Beckenham      |           | 14 500 $ | Gazon (ext.) | Terry Holladay Pam Shriver     | Sue Saliba     | 7-5, 6-4 | Parcours |
| 5  | 13-07-1981 | Austrian Open Kitzbühel                 |           | 50 000 $ | Terre (ext.) | Claudia Kohde-Kilsch Eva Pfaff | Yvonne Vermaak | 6-4, 6-3 | Parcours |

## Parcours en Grand Chelem

### En simple dames
| Année | Open d'Australie (janvier) | Open d'Australie (janvier) | Internationaux de France | Internationaux de France | Wimbledon      | Wimbledon   | US Open         | US Open      | Open d'Australie (décembre) | Open d'Australie (décembre) |
| ----- | -------------------------- | -------------------------- | ------------------------ | ------------------------ | -------------- | ----------- | --------------- | ------------ | --------------------------- | --------------------------- |
| 1977  | -                          | -                          | -                        | -                        | -              | -           | -               | -            | 2e tour (1/8)               | Helen Cawley                |
| 1979  | n/a                        | n/a                        | -                        | -                        | -              | -           | -               | -            | 1er tour (1/16)             | Naoko Sato                  |
| 1980  | n/a                        | n/a                        | -                        | -                        | -              | -           | -               | -            | 2e tour (1/16)              | Hana Mandlíková             |
| 1981  | n/a                        | n/a                        | -                        | -                        | 2e tour (1/32) | Pam Shriver | 1er tour (1/64) | Kathy Jordan | -                           | -                           |

À droite du résultat, l’ultime adversaire.

### En double dames
| Année | Open d'Australie (janvier) | Open d'Australie (janvier) | Internationaux de France | Internationaux de France | Wimbledon                | Wimbledon                 | US Open                       | US Open                     | Open d'Australie (décembre) | Open d'Australie (décembre) |
| ----- | -------------------------- | -------------------------- | ------------------------ | ------------------------ | ------------------------ | ------------------------- | ----------------------------- | --------------------------- | --------------------------- | --------------------------- |
| 1977  | -                          | -                          | -                        | -                        | -                        | -                         | -                             | -                           | 1er tour (1/8) Carol Draper | Judy Tegart Diane Evers     |
| 1979  | n/a                        | n/a                        | -                        | -                        | -                        | -                         | -                             | -                           | 1/2 finale Kerryn Pratt     | L. Harrison M. Mesker       |
| 1980  | n/a                        | n/a                        | -                        | -                        | -                        | -                         | 1er tour (1/32) J. Harrington | Andrea Jaeger R. Maršíková  | 2e tour (1/8) Duk-Hee Lee   | Sylvia Hanika Kohde-Kilsch  |
| 1981  | n/a                        | n/a                        | -                        | -                        | 3e tour (1/8) Sue Saliba | R. Fairbank Tanya Harford | 1/4 de finale Y. Vermaak      | H. Mandlíková P. Teeguarden | 1er tour (1/16) Sue Saliba  | Jo Durie Anne Hobbs         |

Sous le résultat, la partenaire ; à droite, l’ultime équipe adverse.

### En double mixte
| Année | Open d'Australie (janvier), | Open d'Australie (janvier), | Internationaux de France | Internationaux de France | Wimbledon                  | Wimbledon                | US Open | US Open | Open d'Australie (décembre), | Open d'Australie (décembre), |
| ----- | --------------------------- | --------------------------- | ------------------------ | ------------------------ | -------------------------- | ------------------------ | ------- | ------- | ---------------------------- | ---------------------------- |
| 1980  | n/a                         | n/a                         | -                        | -                        | 2e tour (1/16) P. McNamara | Rosie Casals A. Amritraj | -       | -       | n/a                          | n/a                          |
| 1981  | n/a                         | n/a                         | -                        | -                        | 2e tour (1/16) P. McNamara | Kohde-Kilsch Fred McNair | -       | -       | n/a                          | n/a                          |

Sous le résultat, le partenaire ; à droite, l’ultime équipe adverse.